# Michael Oakeshott
Pour les articles homonymes, voir Oakeshott.
 (janvier 2023).
La mise en forme du texte ne suit pas les recommandations de Wikipédia : il faut le « wikifier ».
Les points d'amélioration suivants sont les cas les plus fréquents. Le détail des points à revoir est peut-être précisé sur la page de discussion.
- Les titres sont pré-formatés par le logiciel. Ils ne sont ni en capitales, ni en gras.
- Le texte ne doit pas être écrit en capitales (les noms de famille non plus), ni en gras, ni en italique, ni en « petit »…
- Le gras n'est utilisé que pour surligner le titre de l'article dans l'introduction, une seule fois.
- L'italique est rarement utilisé : mots en langue étrangère, titres d'œuvres, noms de bateaux, etc.
- Les citations ne sont pas en italique mais en corps de texte normal. Elles sont entourées par des guillemets français : « et ».
- Les listes à puces sont à éviter, des paragraphes rédigés étant largement préférés. Les tableaux sont à réserver à la présentation de données structurées (résultats, etc.).
- Les appels de note de bas de page (petits chiffres en exposant, introduits par l'outil «  Source ») sont à placer entre la fin de phrase et le point final[comme ça].
- Les liens internes (vers d'autres articles de Wikipédia) sont à choisir avec parcimonie. Créez des liens vers des articles approfondissant le sujet. Les termes génériques sans rapport avec le sujet sont à éviter, ainsi que les répétitions de liens vers un même terme.
- Les liens externes sont à placer uniquement dans une section « Liens externes », à la fin de l'article. Ces liens sont à choisir avec parcimonie suivant les règles définies. Si un lien sert de source à l'article, son insertion dans le texte est à faire par les notes de bas de page.
- La présentation des références doit suivre les conventions bibliographiques. Il est recommandé d'utiliser les modèles {{Ouvrage}}, {{Chapitre}}, {{Article}}, {{Lien web}} et/ou {{Bibliographie}}. Le mode d'édition visuel peut mettre en forme automatiquement les références.
- Insérer une infobox (cadre d'informations à droite) n'est pas obligatoire pour parachever la mise en page.

Pour une aide détaillée, merci de consulter Aide:Wikification.
Si vous pensez que ces points ont été résolus, vous pouvez retirer ce bandeau et améliorer la mise en forme d'un autre article.
Michael Joseph Oakeshott, né le 11 décembre 1901 à Chelsfield et mort le 19 décembre 1990 à Langton Matravers, est un philosophe et historien britannique. Particulièrement intéressé par la pensée politique, la philosophie de l'histoire, l'éducation, la religion et l'esthétique, il est considéré comme l'un des intellectuels conservateurs les plus significatifs du XXe siècle.

## Biographie
Michael Oakeshott naît à Chelsfield. Il enseigne l’histoire moderne à l'université de Cambridge dès 1920 puis en 1949 les sciences politiques à la London School of Economics, remplaçant le professeur Harold Laski.

## Pensée politique
Comme la plupart des conservateurs, dont Edmund Burke, il se méfie d'une rationalité identifiée aux Lumières. Cette critique du rationalisme est influencée par des penseurs tel Aristote, Michel de Montaigne et Friedrich Hayek.
Michael Oakeshott défend le principe d'un État limité (minimal) qui est décliné par la suite en deux interprétations, sociale et politique.
La première de ces interprétations est au service de l’« association civile ». Michael Oakeshott se consacre donc à montrer combien Thomas Hobbes a formulé l'idiome moral qui fait le meilleur de la civilisation européenne et de la culture occidentale. Ce type de société fait vivre ensemble les individus, non par la force des coutumes, ni par la conciliation de l'autonomie individuelle et d'un but social commun, mais par leur libre accommodation les uns aux autres en fonction de règles qu'il dépend d'eux de reconnaitre et d'accepter. Ces vertus de la vie en société sont directement inspirés d'Aristote.
La deuxième traduction est la politique de la Foi, la politique du Scepticisme, conception sceptique de la liberté et de l’égalité constitutive de la démocratie. En effet, préfigurant la pensée de Michel Foucault, Michael Oakeshott estime que la fonction du gouvernement ne consiste pas réellement à guider les aspirations des volontés individuelles mais à arbitrer entre elles en cas de conflits. En conséquence, la politique ne vise ni à transformer l'homme, ni à dicter l'horizon du bien, mais à gouverner les hommes tels qu'ils sont. C’est plutôt dans cette dernière tradition que se reconnaît Michael Oakeshott, dans laquelle il classe John Locke, Spinoza, Blaise Pascal, Thomas Hobbes, David Hume, Montesquieu, Edmund Burke, Paine, Jeremy Bentham, Coleridge, Calhoun et Macauley. Ceci l’amènera à se définir comme conservateur :
« Être conservateur, c’est donc préférer le familier à l’inconnu, ce qui a été essayé à ce qui ne l’a pas été, le fait au mystère, le réel au possible, le limité au démesuré, le proche au lointain, le suffisant au surabondant, le convenable au parfait, le rire de l’instant présent à la béatitude utopique. »
Sa défense de la tradition est loin d'être un traditionalisme : contrairement à Edmund Burke, Michael Oakeshott est avant tout un individualiste.
Il partage une conception de l'action humaine proche de Ludwig von Mises et il a en commun avec Friedrich Hayek, la compréhension dynamique de la société et des individus.
Michael Oakeshott est un penseur libéral qui se définit comme conservateur par disposition.

## Réception
L'œuvre de Michael Oakeshott est peu connue en France.
Il est cité par le juge en chef William Rehnquist, l'un des juges les plus conservateurs de la Cour suprême des États-Unis, comme l'une ses références intellectuelles premières, et des philosophes comme John Rawls, Charles Taylor, ou John Pocock se réfèrent également à lui.

## Œuvres (choix)
- (en) Rationalism in Politics and other Essays, Indianapolis, Liberty Fund, 1991
- De la conduite humaine  (trad. Olivier Sedeyn), Paris, PUF, 1995
- (en) The Politics of Faith and the Politics of Scepticism, Yale University Press, 1996
- (en) Experience and its Modes, Cambridge University Press, 2002
- Morale et politique dans l’Europe moderne  (trad. Olivier Sedeyn, préf. Olivier Sedeyn), Paris, Éditions Les Belles Lettres, coll. « Bibliothèque classique de la liberté », 2006 (ISBN 225139043X)
- L'association civile selon Hobbes : suivi de Cinq essais sur Hobbes  (trad. Dominique Weber), Paris, Vrin, coll. « Bibliothèque d'histoire de la philosophie », 2011 (ISBN 978-2-7116-2342-6)
- Du conservatisme  (trad. Jean-François Sené, préf. Adrien Guillemin), Paris, Éditions du Félin, 2012 (ISBN 978-2-86645-770-9, présentation en ligne)